# Nijon
Nijon is een plaats en voormalige gemeente in het Franse departement Haute-Marne in de regio Grand Est en telt 74 inwoners (2009). De plaats maakt deel uit van het arrondissement Chaumont.

## Geschiedenis
Op 23 mei 2016 fuseerde Nijon met de aangrenzende gemeente Bourmont tot de commune nouvelle Bourmont-entre-Meuse-et-Mouzon.

## Geografie
De oppervlakte van Nijon bedraagt 7,5 km², de bevolkingsdichtheid is dus 9,9 inwoners per km².
De onderstaande kaart toont de ligging van Nijon met de belangrijkste infrastructuur en aangrenzende gemeenten.

## Demografie
Onderstaande figuur toont het verloop van het inwonertal.
Bourmont · Gonaincourt · Goncourt · Nijon